# Scytodes lineatipes
Scytodes lineatipes là một loài nhện trong họ Scytodidae.
Loài này thuộc chi Scytodes. Scytodes lineatipes được Władysław Taczanowski miêu tả năm 1874.